# Cupa Challenge 1901-1902

## Ediția a V-a,1901-1902

### Echipele Participante
Cu ocazia Ediției a V-a Cupa Challenge, cluburi din Regatul Ungariei s-au alătuarat competiției. Deși cluburile din Ungaria au participat la Cupa Challenge,numărulul canditatelor la trofeu a fost mic din cauza faptului că a participat doar Vienna Cricket and Football Club din Imperiul Austriei. Celelalte echipe vieneze au fost excluse din cauza unei interdicții de joc împotriva lui "Cricketer", oraganizatorii Cupei Challenge. 
| Imperiul Austriei | Vienna Cricket and Football Club Baden Internationaler SC Neubauer SC |
| Regatul Ungariei  | Budapesta Torna Club 33 FC Budapesta Ferencvaros TC Budapesta         |
| Regatul Boemiei   | ČAFC Královské Vinohrady SK Slavia Praga SK Union Praga               |

## Turneul Boemiei
| 24 noiembrie 1901 | SK Slavia Praga | 4 – 0 | SK Union |  |
| 24 noiembrie 1901 |                 |       |          |  |

### Finala Boemiană
| 16 martie 1902 | SK Slavia Praga | 9 – 1 | ČAFC Královské Vinohrady | Praga |
| 16 martie 1902 |                 |       |                          | Praga |

## Turneul Austriei
| 8 decembrie 1901 | Neubauer SC | 1 – 3 | Baden Internationaler SC |  |
| 8 decembrie 1901 |             |       |                          |  |

### Finala Austriacă
| 9 martie 1902 | Vienna Cricket and Football Club | 17 – 1 | SC Baden | Viena |
| 9 martie 1902 |                                  |        |          | Viena |

## Turneul Ungariei

### Semifinale
| 16 martie 1902 | Budapesta SC 1900 | 1 – 3 | Ferencvaros TC Budapesta | Budapesta |
| 16 martie 1902 |                   |       |                          | Budapesta |

| 25 martie 1902 | Budapesta Torna Club | 2 – 0 | 33 FC Budapesta | Budapesta |
| 25 martie 1902 |                      |       |                 | Budapesta |

## Semifinale

### Finala Maghiară
| 27 aprilie 1902 | Budapesta Torna Club | 5 – 1 | Ferencvaros Budapesta | Budapesta |
| 27 aprilie 1902 |                      |       |                       | Budapesta |

| 8 mai 1902 | Vienna Cricket and Football Club | 4 – 3 | SK Slavia Praga | Viena Arbitru: Rdolf Wagner |
| 8 mai 1902 |                                  |       |                 | Viena Arbitru: Rdolf Wagner |

Meciul dintre Vienna Cricket and Football Club și SK Slavia Praga a fost unul cu probleme. După ce 90 de minute de joc scorul era la egalitate 0 -0 și prin urmare s-a intrat în prelungiri. Delagații cehi refuzat să mai joace în prelungiri (30 de minute) din cauză că unul dintre cele trei goluri ale adversarilor sai trebuia anulat pe motiv de hentz. Fotbaliștii cehi au reuzat să intre pe terenul de joc dar cu toate acestea arbitrul a fluierat începutul partidei. Vienezi au marcat un gol simbolic care le-a permis să joace finala.

## Finala
| 19 mai 1902 | Vienna Cricket and Football Club | 2 – 1 | Budapesta Torna Club | Arbitru: Rudolf Wagner |
| 19 mai 1902 | Bugno                            |       |                      | Arbitru: Rudolf Wagner |

Vienna Cricket and Football Club:

Harry Lowe, W. Gadon, Edward Shires, Frederick Windett, John Gramlick, James Redfern, Ernst C. Blyth, Percy Smith (toți din Anglia), Karl Krug, Franz Siems, Robert Lang, Felix Hüttl, Dr. Menzies, Albert Siems, Ludwig Hussak, Gruschwitz, Horowitz, Richard Bugno, Gustav Schönwolf, Rudolf Wagner
Budapesta TC:
 
Gyula Bádonyi - József Harsády, Károly Lucius - Sándor Cservenka, Béla Ordódy, István Skrabák - István Buda, János Róka, Jenő Ryda, Alfréd Hajós-Guttmann, Frigyes Minder
| Cupa Challenge 1901-1902                           |
| -------------------------------------------------- |
| Vienna Cricket and Football Club (Al Doilea Titlu) |